# Autophila amianta
Autophila amianta là một loài bướm đêm trong họ Erebidae.